# Sant'Arcangelo
Sant'Arcangelo är en ort och kommun i provinsen Potenza i regionen Basilicata i Italien. Kommunen hade 6 448 invånare (2017).